# Warren P. Knowles
Warren Perley Knowles, född 19 augusti 1908 i River Falls, Wisconsin, död 1 maj 1993 i Wisconsin, var en amerikansk republikansk politiker. Han var den 37:e guvernören i delstaten Wisconsin 1965–1971.
Knowles utexaminerades 1930 från Carleton College. Han avlade 1933 juristexamen vid University of Wisconsin-Madison och inledde därefter sin karriär som advokat. Han deltog i andra världskriget i USA:s flotta.
Knowles var viceguvernör i Wisconsin 1955–1959 och 1961–1963. Han besegrade ämbetsinnehavaren John W. Reynolds i 1964 års guvernörsval i Wisconsin. Knowles omvaldes 1966 och 1968.